# Turnhout
Turnhout is een centrumstad in het noorden van België gelegen in de provincie Antwerpen. Het is de hoofdplaats van het arrondissement Turnhout en het gelijknamige kies- en gerechtelijk kanton. De stad telt ruim 47.000 inwoners. Turnhout afficheert zichzelf als de "speelkaartenstad". De stad grenst over een kilometer aan Nederland. 

## Toponymie
Het toponiem Turnhout bestaat uit twee woorddelen namelijk Turn- en hout.
- Turn- zou mogelijk afgeleid zijn van het Germaanse woord "durnum", dat doorn betekent.
- Het achtervoegsel -hout komt van het Germaanse woord "hulta" en betekent bos.

De naam betekent dan doornbos.
Een alternatieve verklaring, zoals verteld bij de rondleiding in het kasteel van de hertogen van Brabant in Turnhout, is dat Turn- afkomstig is van het oude woord voor toren (zie ook Torhout). De naam zou dan betekenen toren in het bos, waaromheen dan de nederzetting zou zijn ontstaan.
Het toponiem duikt voor het eerst op als Turnolt in 1186 in een document van de Abdij van Tongerlo. De daarmee aangeduide plaats bevindt zich overigens in het huidige Oud-Turnhout. Een jaar later (1187) noemt een document uit de Archives nationales te Parijs de plek Turneholt. In 1212 duikt voor eerst de huidige naam van Turnhout op in een document uit diezelfde archieven.

## Geschiedenis

### Vroege geschiedenis
Op het grondgebied van Turnhout zijn bescheiden aantallen vondsten bekend van het mesolithicum, de bronstijd en de ijzertijd. Ook uit de Romeinse tijd resten vond men slechts een kruikje en enkele munten.
Turnhout is ontstaan op het kruispunt van twee grote handelsroutes en in de bescherming van het jachtkasteel van de hertogen van Brabant dat reeds voor 1110 zou hebben bestaan. Dit jachtverleden wordt nog steeds weerspiegeld in het wapen van de stad. In ongeveer 1212 verkreeg de kleine gemeenschap haar stadsrechten van hertog Hendrik I van Brabant. In 1338 werd het privilege toegekend om op zaterdag een markt te organiseren, een traditie die ook nu nog in ere wordt gehouden. 
Tot 1356 was Turnhout hertogelijk bezit. Toen werd het, samen met een groot aantal omringende dorpen, als Land van Turnhout geschonken aan Maria van Brabant. In 1399 kwam het Land van Turnhout weer aan de hertog maar behield een zekere zelfstandigheid. Het Land van Turnhout was de kern van een groter gebied, het Kwartier van Turnhout.
In 1466 beschreef een Boheemse reiziger de goedgebouwde huizen en hij telde vijf kerken.
In 1406 werd Brabant deel van het Bourgondische Rijk en in 1482 van het Habsburgse Rijk. Van 1546-1556 werd het geschonken aan Maria van Hongarije, in 1578 aan de heren van Boussu en van 1612-1618 aan Filips Willem van Oranje. Nog in 1597 vond bij Turnhout een veldslag plaats tussen Spaanse en Staatse troepen. In 1648, bij de Vrede van Munster, kwam het Land van Turnhout als leen aan het Huis van Oranje, maar onder soevereiniteit van de Habsburgers. In 1649 werd Amalia van Solms de vrouwe van Turnhout. In 1675 kwam het aan Willem III van Oranje. Bij diens dood in 1702 werd de opvolging betwist. Een zitting van het Brabantse Leenhof bepaalde dat het Land van Turnhout een Pruisische baronie werd. In 1753 verkocht koning Frederik II van Pruisen het leen aan keizerin Maria-Theresia, waarmee het definitief aan de Oostenrijkse Nederlanden kwam. Deze gaf het in leen aan de hertog van Sylva Tarouca, en in 1768 aan Julien Ghislain Depestre, waarmee het Land van Turnhout een graafschap werd. In 1789 vond opnieuw een veldslag bij Turnhout plaats, nu tussen Oostenrijkers en Brabantse opstandelingen, welke laatsten een kortstondige overwinning behaalden. In 1794 kwam Turnhout onder Frans bewind en van 1815-1830 onder het Verenigd Koninkrijk der Nederlanden.
Economisch was Turnhout van belang als kruispunt van handelswegen (Antwerpen-Rijnland en Breda-Luik) en marktplaats, waardoor een zekere welvaart werd opgebouwd. Vooral de godsdiensttwisten, einde 16e eeuw, brachten verlies van welvaart door oorlog en epidemieën, en de uitwijking van een zekere protestantse bovenlaag naar de noordelijke Nederlanden. Het handelscentrum bleef betrekkelijk klein en op de arme zandgronden in de omgeving werd voornamelijk rogge en peulvruchten verbouwd, vanaf de 15e eeuw ook vlas en vanaf de 18e eeuw aardappelen. De grootste oppervlakte betrof echter woeste grond.
Vooral van de 13e tot en met de 16e eeuw was er een lakennijverheid van enig belang, en vanaf de 15e eeuw was er ook tijknijverheid op basis van vlasgarens. Er ontstonden enkele blekerijen. Vanaf 1650 kwam de kantnijverheid op en vanaf 1735 werd ook de katoennijverheid beoefend.

### Moderne tijd
In 1830 werd België onafhankelijk, waarbij Turnhout aan de nieuwe Belgische staat kwam. 
De verbindingen verbeterden onder meer door de aanleg van het Kanaal Dessel-Turnhout-Schoten (1844-1846) en een spoorlijn (1855). In 1867 kwam er zelfs een spoorlijn naar Nederland tot stand. In 1973 werd ook de E34 geopend, toen nog E3, die Antwerpen via Eindhoven met het Ruhrgebied verbond. Vanaf de jaren '50 van de 20e eeuw werd ook een gedeeltelijke ringweg om Turnhout, de R13 aangelegd, het laatste deel in 1990.
De nijverheid beperkte zich vooralsnog tot de textiel, maar omstreeks 1850 werd de papierindustrie steeds belangrijker en boette de textiel aan belang in. Vanaf 1826 startte de productie van speelkaarten en er ontstonden diverse papierfabrieken waarvan de firma Brepols de oudste was. Ook boekdrukkerijen en vanaf 1921 de productie van behangselpapier werden belangrijk. Turnhout was tot de Tweede Wereldoorlog een centrum van grafische industrie.
Ook de meubelmakerij speelde een belangrijke rol, vooral van 1839-1914. De metaalgieterij Janssens werd na de Eerste Wereldoorlog overgenomen door Usines et Aciéries Allard en deze werd voortgezet onder de naam Allard. Voorts kan Philips worden genoemd die zich hier in 1955 vestigde. Verdere industriële activiteiten zijn in de voedingsmiddelensector: meelfabrieken en koffiebranderijen. Tot 1992 bestond er ook sigarenindustrie.
In het Heilig Grafinstituut werd vanaf 1911 onder impuls van de kloosterzuster en directeur Zuster Maria-Jozefa als eerste middelbare school in Vlaanderen voor meisjes Nederlandstalig onderwijs aangeboden. Dit was pionierswerk met het oog op de feminisering en democratisering van het onderwijs. Turnhout is nog steeds een centrumstad met verschillende onderwijsinstelingen.
Op 1 januari 1859 verloor Turnhout een deel van zijn grondgebied aan Oud-Turnhout dat vanaf toen als zelfstandige gemeente bestaat. Het plan om Turnhout bij de fusie van gemeenten vanaf 1 januari 1977 samen te voegen met Vosselaar, Oud-Turnhout en Beerse ging uiteindelijk niet door.

## Geografie
De stad telt ruim 45.000 inwoners, waarvan 1448 inwoners (3,36%) met Nederlandse nationaliteit. Ze is hiermee de op twee na grootste stad van de provincie en een van de 13 Vlaamse centrumsteden.

### Kernen
Turnhout heeft een aantal dorpen, onder andere Baarle-Heide, Parkwijk, Schorvoort en Zevendonk. Turnhout grenst aan de volgende gemeenten: Ravels, Oud-Turnhout, Kasterlee (deelgemeenten Tielen en Lichtaart), Vosselaar, Beerse, Merksplas, Baarle-Hertog (dorp Zondereigen) en over een kleine afstand aan de Nederlandse gemeente Baarle-Nassau.
Samen met de gemeenten Beerse, Kasterlee, Lille, Oud-Turnhout en Vosselaar maakt de stad Turnhout deel uit van het samenwerkingsverband Kordia.

### Aangrenzende gemeenten
| Aangrenzende gemeenten     | Aangrenzende gemeenten | Aangrenzende gemeenten | Aangrenzende gemeenten | Aangrenzende gemeenten |
| -------------------------- | ---------------------- | ---------------------- | ---------------------- | ---------------------- |
| Baarle-Hertog en Merksplas |                        | Baarle-Nassau (NL)     |                        | Ravels                 |
|                            |                        |                        |                        |                        |
| Beerse en Vosselaar        | Oud-Turnhout           |                        |                        |                        |
|                            |                        |                        |                        |                        |
|                            |                        | Kasterlee              |                        |                        |

## Bezienswaardigheden

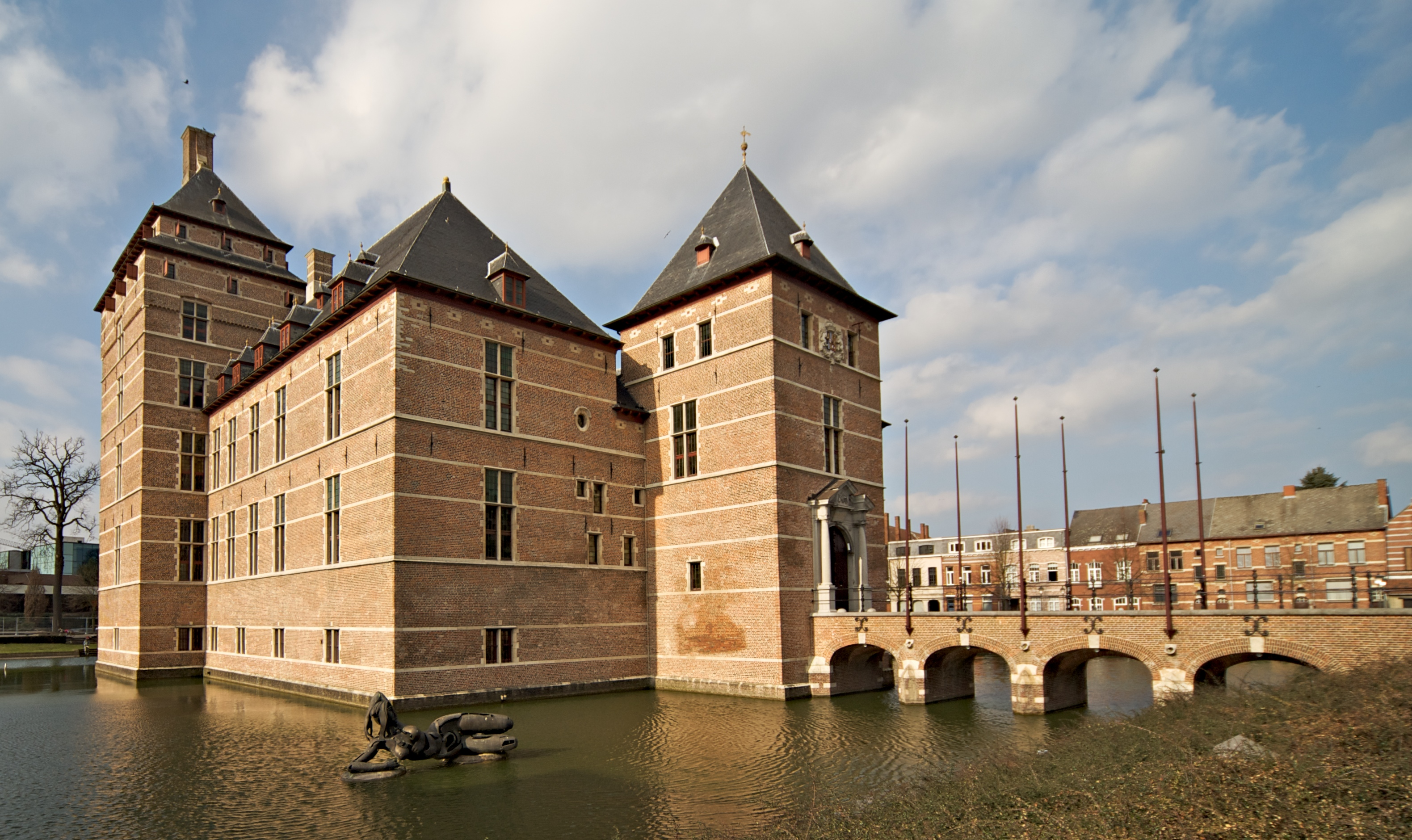
Kasteel van de hertogen van Brabant

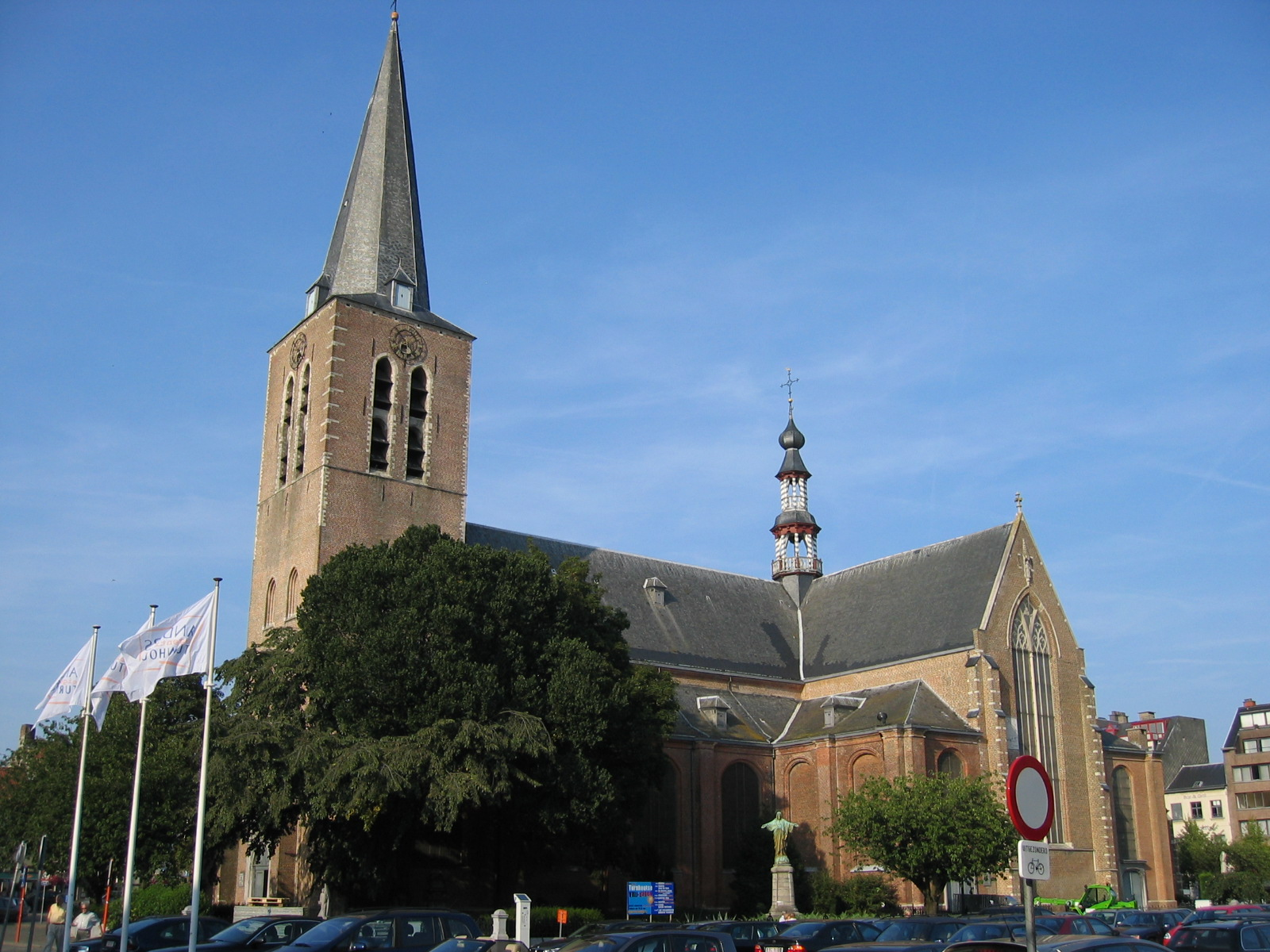
Sint-Pieterskerk

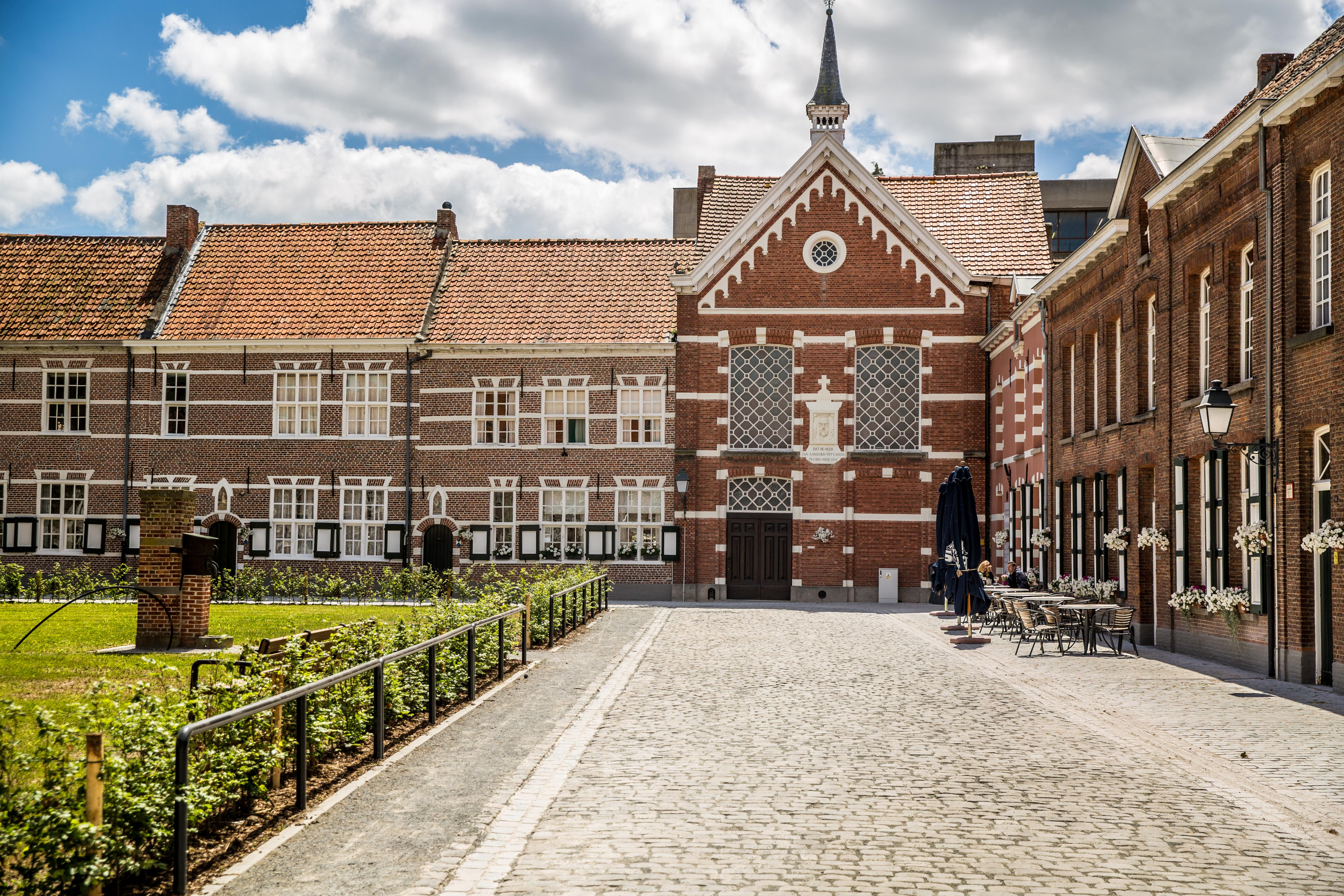
Begijnhof

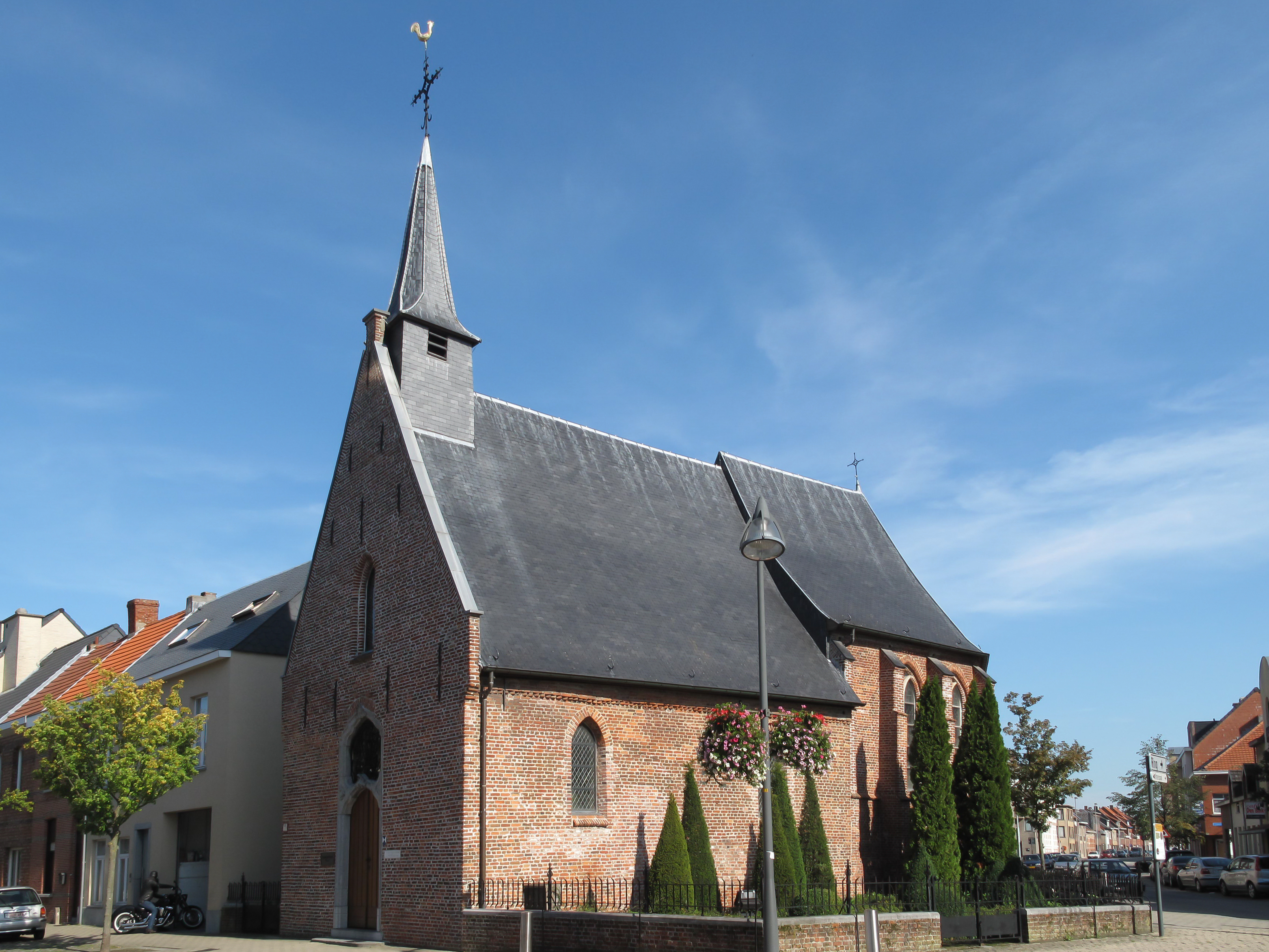
Theobalduskapel

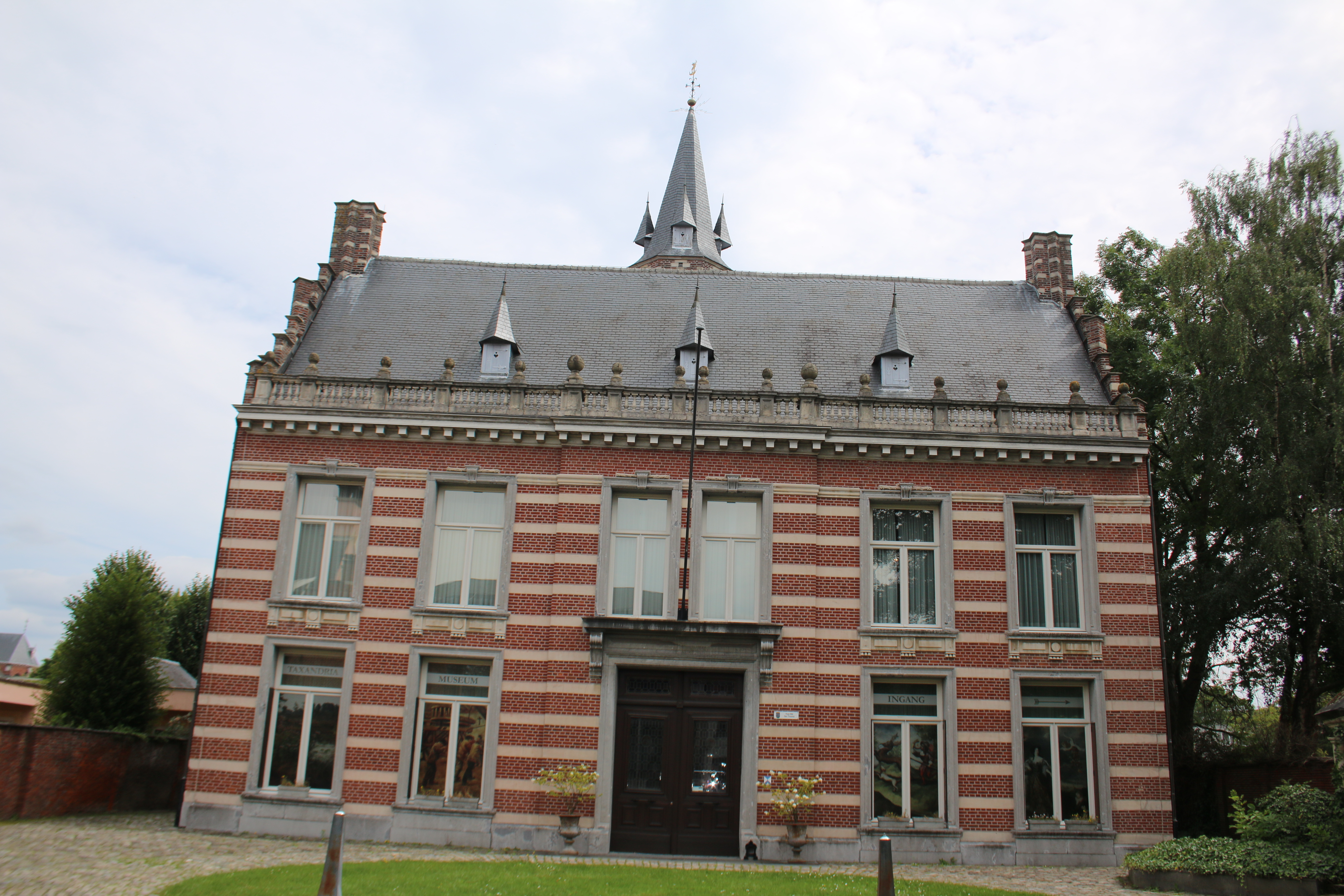
Taxandriamuseum

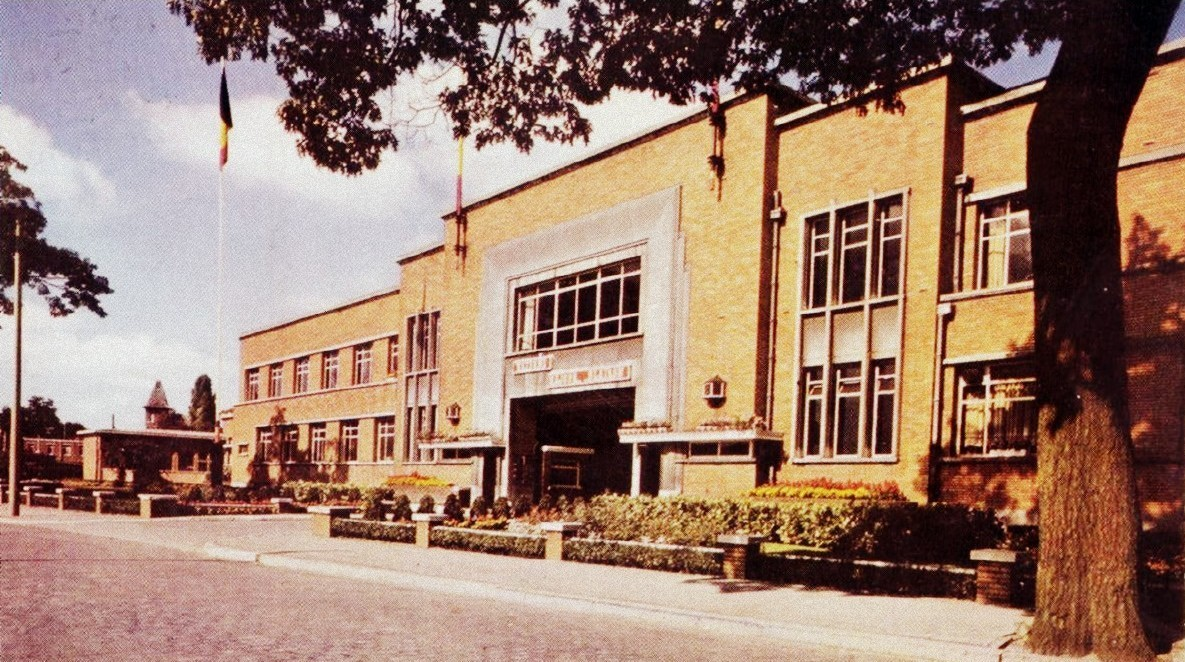
Voormalig Kwartier Majoor Blairon

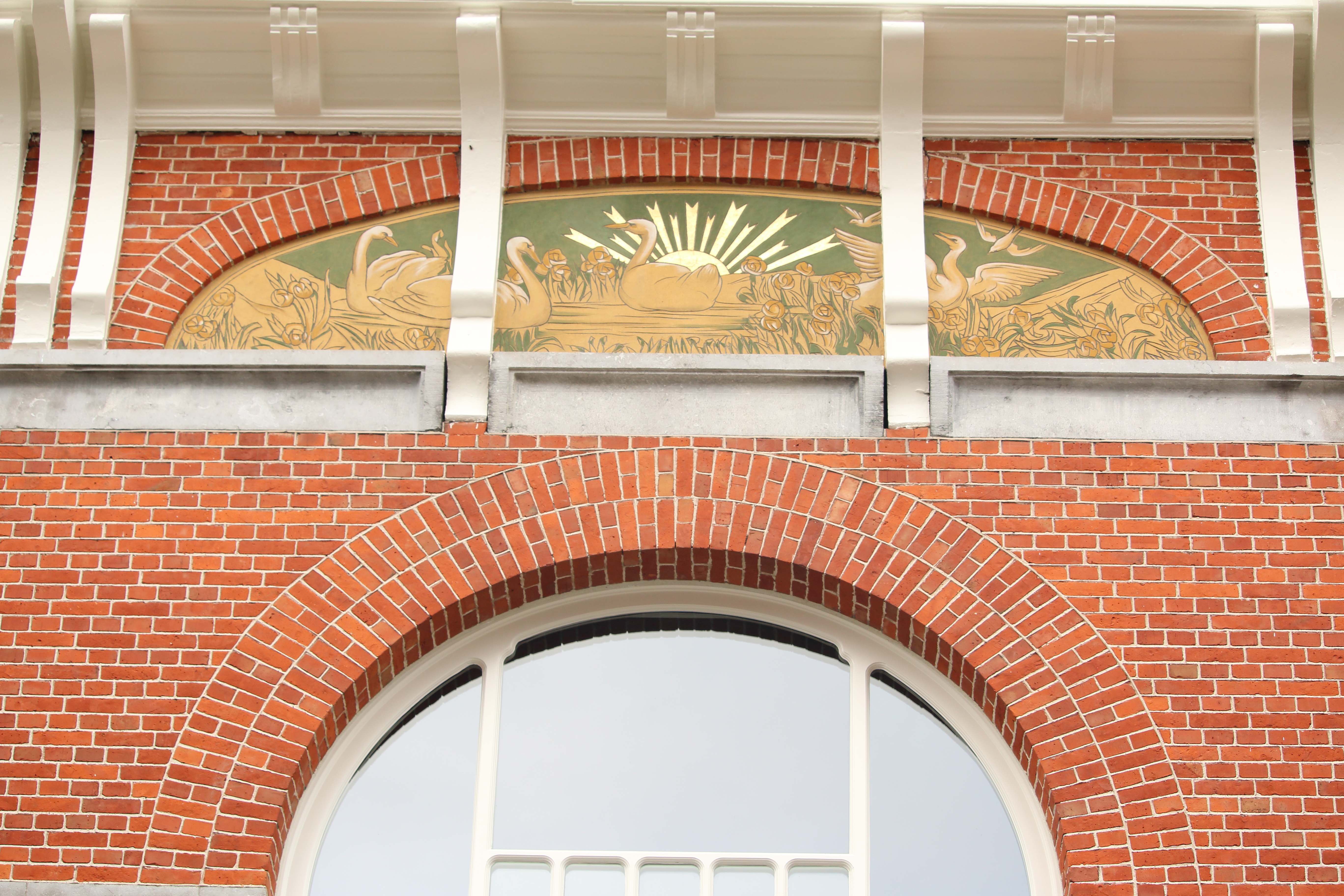
Art nouveau-huis in de Mermansstraat met sgraffito naar ontwerp van Paul Cauchie

### Burgerlijke bouwwerken
- Het middeleeuwse kasteel van de hertogen van Brabant, nu een gerechtshof
- Het station Turnhout
- Het neoclassicistische stadhuis van Turnhout
- Campus Blairon, de voormalige Kazerne Majoor Blairon (Opleidingscentrum Nr.3)
- Verschillende huizen in art-nouveaustijl, met 37 sgraffiti naar ontwerpen van Paul Cauchie [2][3][4][5], in samenwerking met de bouwmeesters Jos Verschoren, Adolf Van der Heyden en de gebroeders Taeymans.
- De windmolen Grote Bentel
- De Goormolen
- De Garenblekerij Boones Blijk
- De watertoren
- Het Heilig Grafinstituut

### Religieuze bouwwerken
- De Sint-Pieterskerk uit de 15e en de 18e eeuw met een 19e-eeuwse preekstoel, een koorgestoelte (1713) en biechtstoelen uit 1740
- De Onze-Lieve-Vrouw-van-de-berg-Karmelkerk te Zevendonk
- De Heilig-Hartkerk
- De Onze-Lieve-Vrouw Middelareskerk
- De Goddelijk Kind Jezuskerk
- De Sint-Franciscus van Assisikerk
- De Pinksterkerk
- De Blijde Boodschapkerk
- Het Begijnhof (dat op de Werelderfgoedlijst van UNESCO is opgenomen)
  - De Heilig Kruiskerk is de Begijnhofkerk
- De Theobalduskapel
- De Lokerenkapel
- Het Clarissenklooster
- Het Minderbroedersklooster

### Musea
- Nationaal Museum van de Speelkaart
- Taxandriamuseum (heemkundig museum)
- Begijnhofmuseum
- Natuurpuntmuseum
- Stoomgroep Turnhout[6], miniatuurspoorweg in het Stadspark[7]

## Natuur en landschap
Turnhout ligt in de Kempen op een hoogte van 18-35 meter. De bodem is zandig. Ten noorden van Turnhout loopt het Kanaal Dessel-Turnhout-Schoten. In het zuiden loopt het riviertje de Aa in zuidwestelijke richting naar de Kleine Nete.
In de omgeving van Turnhout liggen een aantal natuurgebieden, zoals het Turnhouts Vennengebied in het noorden, dat weer onderdeel is van het Natura2000-gebied Vennen, heiden en moerassen rond Turnhout.

## Demografie

### Demografische ontwikkeling
- Bronnen:NIS, Opm:1806 tot en met 1981=volkstellingen; 1990 en later= inwonertal op 1 januari

| Inwoners van jaar tot jaar op 1 januari 1992 tot heden | Inwoners van jaar tot jaar op 1 januari 1992 tot heden | Inwoners van jaar tot jaar op 1 januari 1992 tot heden |
| jaar                                                   | Aantal                                                 | Evolutie: 1992=index 100                               |
| ------------------------------------------------------ | ------------------------------------------------------ | ------------------------------------------------------ |
| 1992                                                   | 38.082                                                 | 100,0                                                  |
| 1993                                                   | 38.419                                                 | 100,9                                                  |
| 1994                                                   | 38.534                                                 | 101,2                                                  |
| 1995                                                   | 38.516                                                 | 101,1                                                  |
| 1996                                                   | 38.467                                                 | 101,0                                                  |
| 1997                                                   | 38.301                                                 | 100,6                                                  |
| 1998                                                   | 38.412                                                 | 100,9                                                  |
| 1999                                                   | 38.518                                                 | 101,1                                                  |
| 2000                                                   | 38.596                                                 | 101,3                                                  |
| 2001                                                   | 38.714                                                 | 101,7                                                  |
| 2002                                                   | 39.017                                                 | 102,5                                                  |
| 2003                                                   | 39.235                                                 | 103,0                                                  |
| 2004                                                   | 39.455                                                 | 103,6                                                  |
| 2005                                                   | 39.561                                                 | 103,9                                                  |
| 2006                                                   | 39.791                                                 | 104,5                                                  |
| 2007                                                   | 39.863                                                 | 104,7                                                  |
| 2008                                                   | 40.064                                                 | 105,2                                                  |
| 2009                                                   | 40.441                                                 | 106,2                                                  |
| 2010                                                   | 40.763                                                 | 107,0                                                  |
| 2011                                                   | 41.266                                                 | 108,4                                                  |
| 2012                                                   | 41.572                                                 | 109,2                                                  |
| 2013                                                   | 42.008                                                 | 110,3                                                  |
| 2014                                                   | 42.281                                                 | 111,0                                                  |
| 2015                                                   | 42.637                                                 | 112,0                                                  |
| 2016                                                   | 42.965                                                 | 112,8                                                  |
| 2017                                                   | 43.467                                                 | 114,1                                                  |
| 2018                                                   | 44.136                                                 | 115,9                                                  |
| 2019                                                   | 44.664                                                 | 117,3                                                  |
| 2020                                                   | 45.280                                                 | 118,9                                                  |
| 2021                                                   | 45.874                                                 | 120,5                                                  |
| 2022                                                   | 46.372                                                 | 121,8                                                  |
| 2023                                                   | 46.923                                                 | 123,2                                                  |
| 2024                                                   | 47.305                                                 | 124,2                                                  |
| 2025                                                   | 47.965                                                 | 126,0                                                  |

## Politiek

### Structuur
De stad Turnhout ligt in het kieskanton Turnhout en het provinciedistrict Turnhout. Deze maken deel uit van het kiesarrondissement Mechelen-Turnhout en de kieskring Antwerpen.
| Turnhout         | Turnhout         | Supranationaal         | Nationaal                         | Nationaal           | Gemeenschap         | Gewest              | Provincie           | Arrondissement    | Provinciedistrict | Kanton          | Gemeente        |
| ---------------- | ---------------- | ---------------------- | --------------------------------- | ------------------- | ------------------- | ------------------- | ------------------- | ----------------- | ----------------- | --------------- | --------------- |
| Administratief   | Niveau           | Europese Unie          | België                            | België              | Vlaanderen          | Vlaanderen          | Antwerpen           | Turnhout          | Turnhout          | Turnhout        | Turnhout        |
| Administratief   | Bestuur          | Europese Commissie     | Belgische regering                | Belgische regering  | Vlaamse regering    | Vlaamse regering    | Deputatie           | Deputatie         | Deputatie         | Deputatie       | Gemeentebestuur |
| Administratief   | Raad             | Europees Parlement     | Kamer van volksvertegenwoordigers | Vlaams Parlement    | Vlaams Parlement    | Vlaams Parlement    | Provincieraad       | Provincieraad     | Provincieraad     | Provincieraad   | Gemeenteraad    |
| Kiesomschrijving | Kiesomschrijving | Nederlands Kiescollege | Kieskring Antwerpen               | Kieskring Antwerpen | Kieskring Antwerpen | Kieskring Antwerpen | Kieskring Antwerpen | Mechelen-Turnhout | Turnhout          | Turnhout        | Turnhout        |
| Verkiezing       | Verkiezing       | Europese               | Federale                          | Federale            | Vlaamse             | Vlaamse             | Provincieraads-     | Provincieraads-   | Provincieraads-   | Provincieraads- | Gemeenteraads-  |

### Geschiedenis

#### Lijst van burgemeesters
| Tijdspanne | Tijdspanne  | Burgemeester                     |
| ---------- | ----------- | -------------------------------- |
|            | 1800 - 1802 | Jean François Luyckx             |
|            | 1802 - 1808 | Pierre François Borghs           |
|            | 1808 - 1824 | Willem (Guillaume Joseph) Sanen  |
|            | 1824 - 1830 | Jean Dierckx                     |
|            | 1830 - 1844 | Joseph Van Lieshout              |
|            | 1844 - 1865 | Joseph Dierckx                   |
|            | 1866 - 1889 | Jacques Hoefnagels (Kath.Partij) |
|            | 1889 - 1895 | Petrus Dierckx (Kath. Partij)    |
|            | 1896 - 1918 | Victor Van Hal (Kath. Partij)    |
|            | 1918 - 1932 | François du Four (Kath. Partij)  |

| Periode | Periode      | Burgemeester                  |
| ------- | ------------ | ----------------------------- |
|         | 1932 - 1946  | Alphonse Van Hoeck (UCB)      |
|         | 1946 - 1970  | Henri Bauweraerts (CVP)       |
|         | 1971 - 1976  | Alfons Boone (CVP)            |
|         | 1977 - 1994  | Richard Proost (CVP)          |
|         | 1995 - 2008  | Marcel Hendrickx (CVP / CD&V) |
|         | 2008 - 2012  | Francis Stijnen (CD&V)        |
|         | 2013         | Erwin Brentjens (N-VA)        |
|         | 2013 - 2018  | Eric Vos (TIM)                |
|         | 2019 - 2024  | Paul Van Miert (N-VA)         |
|         | 2024 - heden | Hannes Anaf (Vooruit)         |

#### Legislatuur 2007 - 2012
Kort na de verkiezingen stapte Peter Reniers van Turnhout Vooruit over naar LDD. Later maakte de partij bekend toch onder eigen vlag verder te gaan.
De Stad Turnhout werd sinds de gemeenteraadsverkiezingen van 2006 bestuurd door een coalitie van christendemocraten (CD&V) en socialisten (sp.a). Voordien bestuurden christendemocraten en liberalen (VLD) de stad samen 24 jaar lang. Tijdens de gemeenteraad van 28 februari 2011 werd een nieuw mobiliteitsplan niet goedgekeurd door 3 onthoudingen van gemeenteraadsleden van CD&V. Hierdoor verloor Turnhout zijn meerderheid. Om terug tot een stabiele meerderheid te komen, werden gesprekken aangeknoopt om een derde partij mee op te nemen in de coalitie. Deze gesprekken resulteerden o.m. in een bestuursakkoord tussen CD&V, sp.a en Groen! onder de titel ‘Turnhout, parkstad op mensenmaat. Van centrumstad naar stadsregionaal centrum’. Op 16 mei legde Astrid Wittebolle de eed af als eerste groene Schepen ooit in de stad.

#### Legislatuur 2013 - 2018
In de aanloop naar de lokale verkiezingen kwam het tot een breuk binnen de CD&V. Voormalig schepen Eric Vos en gemeenteraadslid Luc Debondt kwamen op met de scheurlijst 'Turnhout Iedereen Mee' (TIM) met daarop voornamelijk ACW-militanten. Eerder hadden ook al Toon Otten en An Van Tornout de CD&V verlaten. Even zag het er naar uit dat Turnhout Vooruit van Peter Reniers (ex-LDD) in een kartel zou stappen met Open Vld onder de naam Democratische Eenheid Stadslijst (DE Stadslijst). Na onenigheid over lijsttrekster Bieke Matheussen (ex-CD&V schepen in Vosselaar) kwam het in extremis niet tot een kartel. En trokken beide partijen apart naar de kiezer. Burgemeester werd Erwin Brentjens (N-VA), hij leidde een coalitie van N-VA, CD&V en sp.a.
In oktober 2013 verliet een meerderheid van de N-VA-mandatarissen (6) de partij na een conflict met de nationale partijleiding over een vertrouwensstemming in september waarbij ze tegen hun eigen burgemeester hadden gestemd. Hierdoor werd de coalitie tussen N-VA, CD&V en sp.a ontbonden en werd de nationalistische partij naar de oppositie verwezen en vervangen in de coalitie door Groen en TIM. Eric Vos (TIM) werd aangesteld als nieuwe burgemeester. De nieuwe bestuursploeg bestaat verder uit Luc Hermans en Francis Stijnen (beiden CD&V), Peter Segers en Hannes Anaf (beiden sp.a), Marc Boogers en Astrid Wittebolle (beiden Groen) en Luc Debondt (TIM). OCMW-voorzitter is Luc Op de Beeck (CD&V).  In maart 2016 verliet Erwin Brentjens (N-VA) de lokale politiek.

#### Legislatuur 2019 - 2024
Na de verkiezingen in oktober 2018 werd met Paul Van Miert (N-VA) als burgemeester een bestuursmeerderheid gevormd met N-VA (8), sp.a (5), CD&V (4) en Groen (4) die samen 21 zetels op 35 zetels heeft.

#### Legislatuur 2024 - 2030
Na de verkiezingen in oktober 2024 was Vooruit als grootste partij aan zet om een coalitie op de been te brengen. Hannes Anaf (Vooruit) vervangt Paul Van Miert (N-VA) als burgemeester met een bestuursmeerderheid gevormd door Vooruit (12) en het kartel N-VA-CD&V (8) die samen 20 zetels op 35 zetels hebben.

#### Resultaten gemeenteraadsverkiezingen sinds 1976
| Partij of kartel     | Partij of kartel                                | 10-10-1976 | 10-10-1976 | 10-10-1982 | 10-10-1982 | 9-10-1988 | 9-10-1988 | 9-10-1994 | 9-10-1994 | 8-10-2000 | 8-10-2000 | 8-10-2006 | 8-10-2006 | 14-10-2012 | 14-10-2012 | 14-10-2018 | 14-10-2018 | 13-10-2024 | 13-10-2024 |
| Stemmen / Zetels     | Stemmen / Zetels                                | %          | 33         | %          | 33         | %         | 33        | %         | 33        | %         | 33        | %         | 33        | %          | 35         | %          | 35         | %          | 35         |
| -------------------- | ----------------------------------------------- | ---------- | ---------- | ---------- | ---------- | --------- | --------- | --------- | --------- | --------- | --------- | --------- | --------- | ---------- | ---------- | ---------- | ---------- | ---------- | ---------- |
|                      | PVDA1 / KP-PVDA2 / PVDA+3                       | 0,601      | 0          | 0,901      | 0          | 1,052     | 0         | 0,651     | 0         | -         |           | -         |           | 2,033      | 0          | 5,21       | 1          | 5,71       | 1          |
|                      | SP1 / sp.a2 / Vooruit3                          | 25,451     | 9          | 24,891     | 9          | 22,991    | 8         | 17,051    | 6         | 15,952    | 5         | 16,712    | 6         | 11,352     | 4          | 13,82      | 5          | 30,43      | 12         |
|                      | SVDM1 / Agalev2 / Groen!3 / Groen4              | 7,781      | 2          | 13,971     | 4          | 8,832     | 2         | 12,372    | 4         | 14,742    | 4         | 10,803    | 3         | 10,734     | 4**        | 124        | 4          | 4,64       | 1          |
|                      | TIM                                             | -          |            | -          |            | -         |           | -         |           | -         |           | -         |           | 16,33      | 6**        | 13,4       | 5          | 8,6        | 2          |
|                      | CVP1 / CD&V2 / N-VA-CD&VB                       | 48,20      | 17         | 35,78      | 13         | 39,14     | 16        | 37,45     | 15        | 35,19     | 13        | 30,842    | 12        | 15,062     | 6          | 122        | 4          | 21,2B      | 8          |
|                      | CNTA / VU1 / N-VA2 / N-VA-CD&VB                 | 16,43A     | 5          | 7,821      | 2          | 5,181     | 1         | 2,711     | 0         | -         |           | 4,382     | 0         | 25,602     | 11*        | 18,22      | 8          | 21,2B      | 8          |
|                      | CNTA / PVV1 / VLD2 / Open Vld3 / DE Stadslijst4 | 16,43A     | 5          | 14,351     | 5          | 17,181    | 6         | 13,902    | 4         | 21,262    | 7         | 13,393    | 4         | 5,254      | 1          | 5,93       | 1          | 2,23       | 0          |
|                      | Vlaams Blok1 / Vlaams Belang2                   |            |            | 1,181      | 0          | 3,531     | 0         | 12,861    | 4         | 13,861    | 4         | 19,172    | 7         | 10,122     | 3          | 17,52      | 7          | 27,02      | 11         |
|                      | Turnhout Vooruit                                | -          |            | -          |            | -         |           | -         |           | -         |           | 4,72      | 1         | 3,53       | 0          | -          |            | -          |            |
|                      | Anderen(*)                                      | 1,54       | 0          | 1,11       | 0          | 2,08      | 0         | 3,01      | 0         | -         |           | -         |           | -          |            | 1,9        | 0          | 0,2        | 0          |
| Totaal stemmen       | Totaal stemmen                                  | 24.566     | 24.566     | 24.889     | 24.889     | 25.710    | 25.710    | 25.971    | 25.971    | 26.163    | 26.163    | 27.173    | 27.173    | 26.826     | 26.826     | 27.546     | 27.546     | 18.659     | 18.659     |
| Opkomst %            | Opkomst %                                       |            |            |            |            | 95,26     | 95,26     | 94,14     | 94,14     | 92,88%    | 92,88%    | 93,35     | 93,35     | 91,03      | 91,03      | 91,4       | 91,4       | 61,5       | 61,5       |
| Blanco en ongeldig % | Blanco en ongeldig %                            | 4,44       | 4,44       | 5,26       | 5,26       | 5,03      | 5,03      | 4,44      | 4,44      | 4,36      | 4,36      | 3,84      | 3,84      | 2,98       | 2,98       | 3,6        | 3,6        | 0,5        | 0,5        |

(*) 1976: KPB (1,54%) / 1982: KPB (1,11%) / 1988: OT (2,08%) / 1994: WOW (3,01%) / 2018: Stadsbelangen (1,9%) / 2024: Jan Van Steenbergen (0,2%)
Het resultaat van de partij(en) die een bestuursmeerderheid vormde(n), staat vetjes in de tabel. De grootste partij is in kleur.

## Cultuur

### Turnhoutse ensembles
- Harmonie 'Vermaak Na Arbeid'
- Xaverianen
- De Volkswil

### Evenementen
- 's Zomers zijn er in Turnhout de Augustusforen en op enkele zondagen het evenement 'Turnhout terrast'.
- Tijdens de zomermaanden hebben op de Grote Markt ook diverse evenementen van verscheidene genres, zoals dans, sport, kinderanimatie en muziek, plaats onder de noemer "Turnhout Zomert".

#### MOOOV
Het jaarlijkse filmfestival MOOOV, voorheen Open Doek, presenteert een brede waaier aan films, documentaires en animatie uit de 'wereldcinema'. Het filmfestival is gegroeid vanuit de overtuiging dat kwalitatieve, artistieke producten meestal een 'evenement' nodig hebben om brede aandacht en een ruim publiek te bereiken. De opdracht is duidelijk: de broze wereldfilm delen met een breed publiek, een representatieve staalkaart van het rijke aanbod aan actuele wereldcinema presenteren, het publiek uitnodigen om over de eigen grenzen te kijken en zorgen voor een warmbloedige festivalsfeer. Elk voorjaar worden in de Warande en Utopolis in verschillende secties een 70-tal films uit alle hoeken van de wereld getoond tijdens een tien dagen durend feest voor filmliefhebbers. Door de enorme inzet van een kleine ploeg professionelen en vele enthousiaste vrijwilligers is het filmfestival op de culturele landkaart gezet en een filmfeest geworden voor jong en oud, waar zowel de cinefiel als de sporadische filmbezoeker aan zijn trekken komt.

#### Stripgids Festival
Stripgids Festival (voordien ook wel Strip Turnhout en Stripgidsdag(en) genoemd) is een tweejaarlijks stripfestival dat sinds 1979 georganiseerd wordt in Turnhout. Daarmee is het oudste stripfestival van de Benelux. Op het festival wordt tevens de tweejaarlijkse prijs de Bronzen Adhemar uitgereikt die al bestaat sinds 1977. Sinds 2003 is die prijs een staatsprijs.
Sinds 1 januari 2005 heeft Turnhout ook een stadstekenaar: dat werd Koen De Maesschalk. Ook dat is een wereldprimeur. Geen enkele andere stad ter wereld heeft een officiële stads(strip)tekenaar. Inmiddels is De Maesschalk opgevolgd door Conz (Constantijn Van Cauwenberghe) in 2006, Jan Van Der Veken in 2007, Pieter De Poortere in 2008, Serge Baeken in 2009, Reinhart Croon in 2010 en Lectrr in 2011.

### Turnhout 2012
In 2012 droeg Turnhout een jaar lang de titel ‘Vlaamse Cultuurstad’. Dat had Turnhout vooral aan zichzelf te danken. Het idee om naast Europese ook Vlaamse cultuursteden te kiezen, is geboren in Turnhout. Oostende beet in 2010 de spits af. Turnhout volgde in 2012, precies 800 jaar nadat het stadsrechten had verkregen.

### Stadsdichters
Sinds 31 januari 2011 heeft Turnhout een stadsdichter: dat werd Wim Paeshuyse. In 2013 werd hij opgevolgd door Steven Woestenborghs, daarna waren Tom Driesen vanaf 2015, Iris Wynants vanaf 2017 en Wouter van Peer vanaf 2019 aan de beurt. De huidige stadsdichter vanaf 2021 is Liesbeth Aerts.

## Mobiliteit
Turnhout heeft een stadsnet (zie Turnhoutse stadsbus) en is het begin- en eindpunt van vele streeklijnen. De R13, in de volksmond "de ring" genoemd, vormt geen volledige lus rond Turnhout: het gedeelte ten noorden van het kanaal Dessel-Turnhout-Schoten ontbreekt. De N12 Turnhout-Westmalle begint aan het einde van de Merodelei. Het station van Turnhout is de terminus van de Turnhout-Herentals en er is een verbinding met Brussel-Zuid en Antwerpen-Centraal. Er wordt over nagedacht om een station Turnhout-Zuid te openen om de druk tijdens de spits te verminderen.

## Economie
In de late middeleeuwen was Turnhout een gekend centrum voor het weven van bedlinnen en de handel in linnen. Aan het begin van de 19e eeuw werden deze industrieën verdrongen door die gebaseerd op papier. Philippus Jacobus Brepols wordt beschouwd als de stichter van die industrie. Veel van die industrie blijft tot op vandaag behouden met verschillende grafische en logistieke bedrijven waaronder Cartamundi, de wereldleider van speelkaarten. Andere bekende bedrijven met een hoofdzetel in Turnhout zijn Soudal en de koffiebrander Miko. Verder is Philips vanaf 1955 actief in Turnhout, maar vanwege technologische ontwikkelingen worden deze activiteiten allengs minder. In 2011-2012 vond een uitbreiding van de industriezone plaats.

## Medisch
Turnhout telt op 25 september 2011 1.857 geregistreerde orgaandonoren, of 4,45% van de bevolking. Dit is momenteel het hoogste percentage orgaandonoren van alle gemeenten in België en het resultaat van een jaarlijkse registratieactie, Beldonor genaamd, sedert 2007. In dit 5de actiejaar wil de Stad graag 5% orgaandonors hebben tegen eind oktober 2011.
Turnhout beschikt tevens over een ziekenhuis: het AZ Turnhout.

## Sport

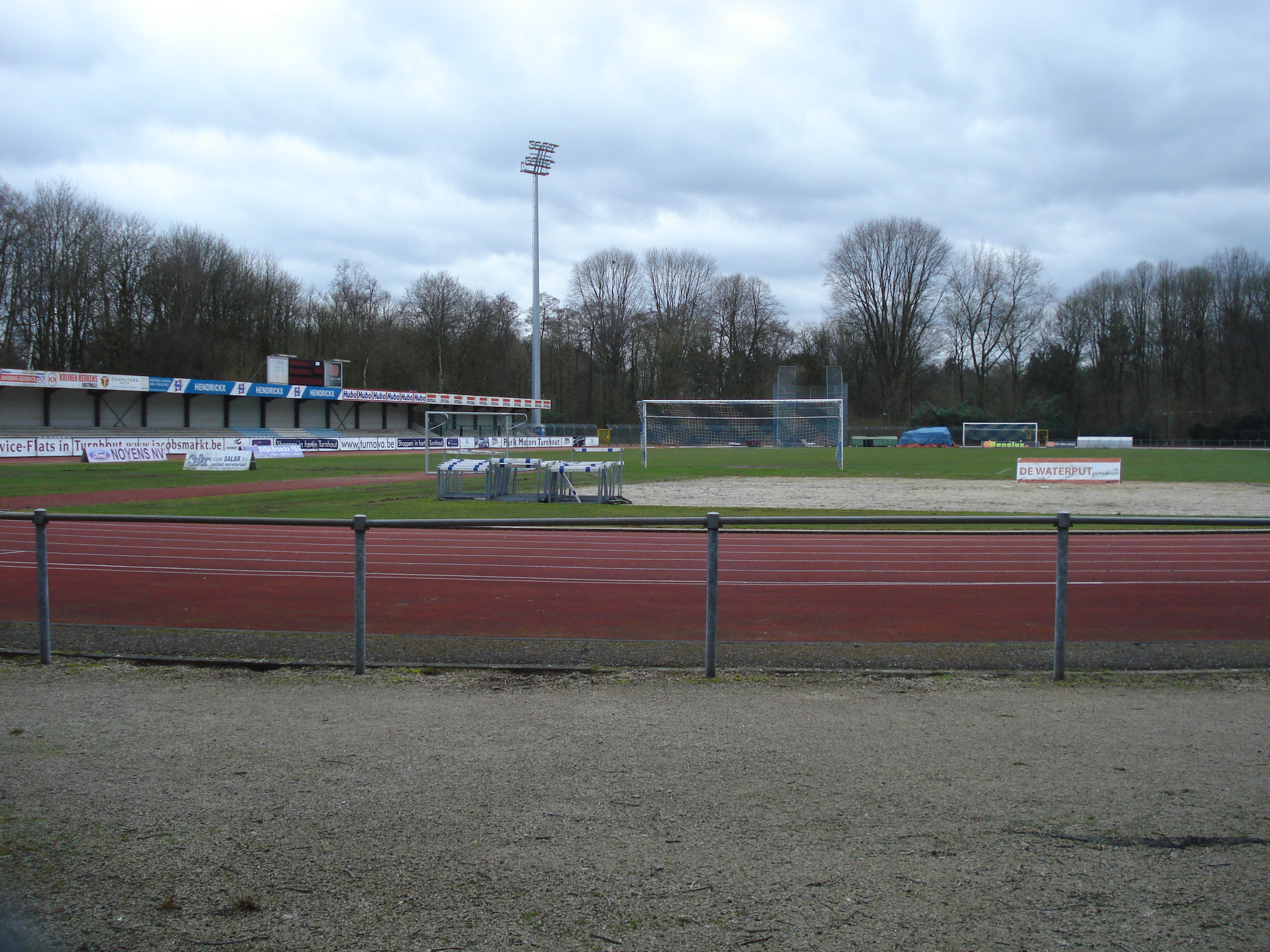
Stadsparkstadion

### Faciliteiten
Voor sportieve activiteiten is er het Stedelijk Zwembad en het Stadsparkstadion (thuisbasis van KFC Turnhout).

## Bekende Turnhoutenaars

### Ereburgers
- Marc Sleen[26](2008)
- Vic Swerts [27](2024)
- Walter Van den Broeck[26](2008)
- Jan Veulemans[26](2008)

## Partnersteden
- Hammelburg (Duitsland)
- Gödöllő (Hongarije)
- Hanzhong (China)
- Vinatori (Roemenië)

## Nabijgelegen kernen
Weelde-Station, Oosthoven, Oud-Turnhout, Merksplas, Vosselaar, Kasterlee, Tielen